# Fritiden (utställning)

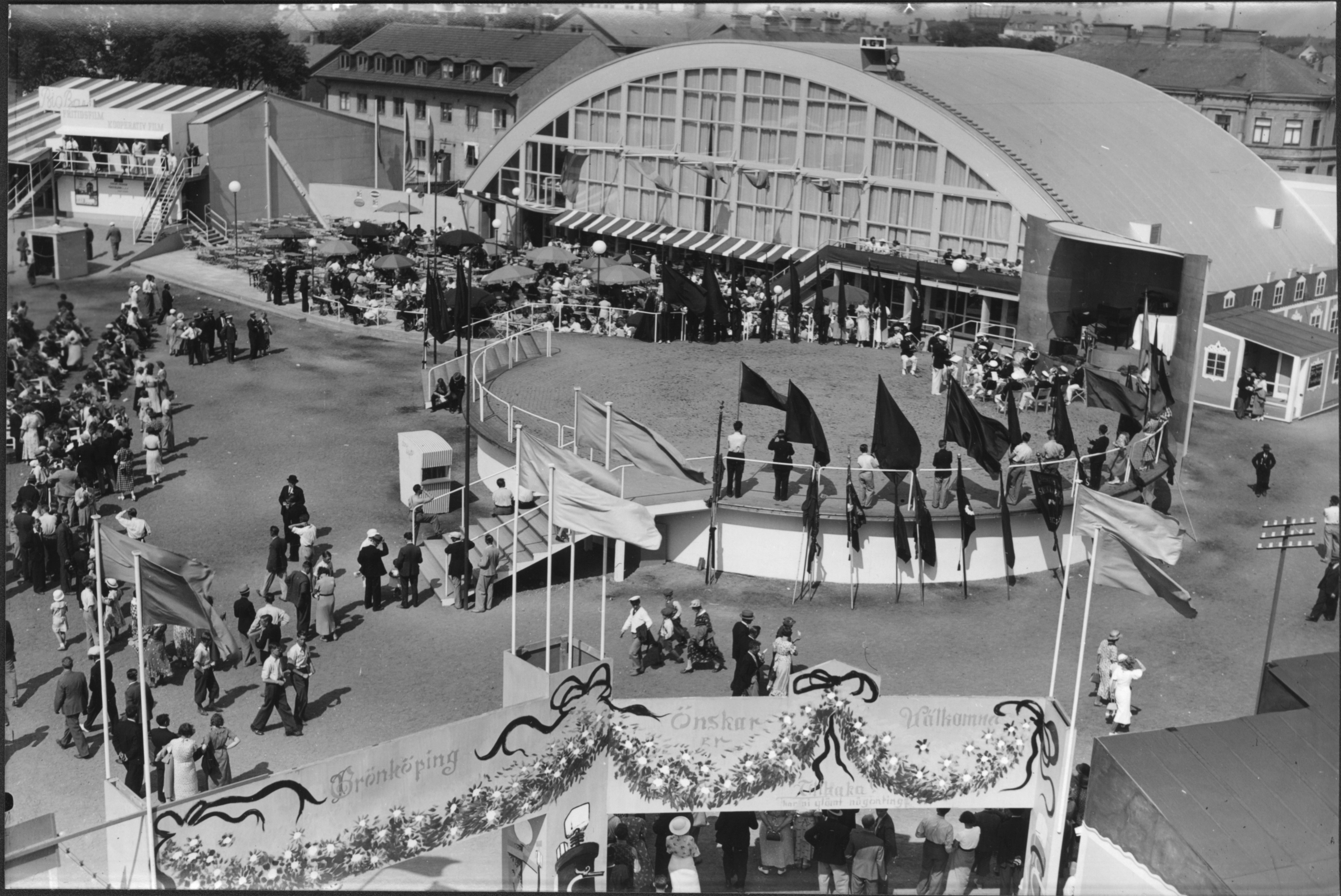
Utställningen Fritiden i Ystad 1936

Fritiden var en utställning som arrangerades sommaren 1936 av staden Ystad och Svenska slöjdföreningen. Det skedde inför införandet av semesterlagen som beslutades den 8 juni 1938. Arbetare fick då rätt till två veckors betald semester. Utställningen kom att bli ett sätt att visa svenskarna i hur man skulle komma att lösa fritidsproblemet.
Av utställningskatalogen framgår att syftet var att belysa hur den moderna fritiden vuxit fram som en följd av industrialismen och att fritiden nu blivit ett samhällsproblem. Problemet måste lösas av stat och kommuner för ”att göra medborgarnas lediga tid till en rik och produktiv tid, som skapar lyckliga och harmoniska människor”. Utställningen blev en stor framgång för Ystad både på hemmaplan och internationellt.
Utställningen byggdes upp mitt i Ystad i nuvarande Fritidsparken. Som fondbyggnad lät man uppföra den halvsfväriska och funktionalistiskt präglade idrottshallen "Bollen" ritad av Hans Westman. Den bärande konstruktionen konstruerades av Töreboda limträ utgörs av imträbalkar, ett material som började göra sitt intåg i Sverige under 1920-talet. Byggnaden fungerade under utställningen som restaurang men konverterades kort därefter till sitt ursprungliga syfte. Bollen kom att röna stor uppmärksamhet inom arkitektkretsar och ett flertal idrottshallar kom efter fritidsutställningen att uppföras runtom i landet.